# Boulogne – Pont de Saint-Cloud (stanice metra v Paříži)
Boulogne – Pont de Saint-Cloud je konečná stanice pařížského metra západní části linky 10. Nachází se za hranicí Paříže na předměstí Boulogne-Billancourt pod náměstím ve tvaru kruhového objezdu Rond-Point Rhin et Danube.

## Historie
Stanice byla otevřena 2. října 1981, když byl zprovozněn úsek ze sousední stanice Boulogne – Jean Jaurès.

## Název
Jméno stanice se skládá ze dvou částí. Boulogne ukazuje na město Boulogne-Billancourt, kde se stanice nachází a Pont de Saint-Cloud je nedaleký most přes Seinu, který vede do města Saint-Cloud na druhém břehu řeky.